# Деформация разума
Деформация разума (англ. Mindwarp) — вторая серия двадцать третьего сезона британского научно-фантастического телесериала «Доктор Кто», состоящая из четырёх эпизодов, которые были показаны в период с 4 по 25 октября 1986 года. Является второй частью сюжетной арки «Суд над Повелителем времени», из которой состоит весь сезон.

## Сюжет
Суд над Доктором все еще продолжается, и на экране демонстрируется еще одно "преступление" Доктора. На экране Доктор и Пери прибывают на Торос Бета, узнав о существовании оружия, созданного Воинами Тордона. Исследуя пещеры, они встречают Сила, торговца оружием менторов. Затем они встречают Крозье, который пытается пересадить мозг Кива, начальника Сила, в новое тело. Путешественники сбегают вместе с королем Ирканосом, одним из подопытных Крозье.
Доктор, Пери, Ирканос и его люди планируют атаку на Сила, но Доктор предает их и предупреждает менторов, заставляя Пери и Ирканоса разделиться. Пери переодевается в служанку, чтобы подобраться к Доктору, но тот раскрывает ее и требует допроса с ней один на один. Сил соглашается, и Доктор сообщает Пери, что это все, чтобы узнать о планах Сила. Также он рассказывает, что они пересадят мозг Кива в его тело, если он не будет сотрудничать.
В комнату вбегает Ирканос, собираясь убить Доктора, но Пери его останавливает, и они все вместе сбегают. Крозье вынужден пересадить мозг Кива в тело одного из слуг менторов. Во время атаки на арсенал Ирканоса, Пери и его людей ловят. Сил и Крозье решают использовать тело Пери для пересадки туда мозга Кива, несмотря на возражения Доктора. Тот освобождает Ирканоса и убеждает его помочь Пери.
Пери связывают для операции, а затем обривают ей голову. Доктор собирается её спасти, но внезапно его затягивают под гипнозом в ТАРДИС, появившуюся в коридоре: именно в этом моменте Доктора вызывают повелители времени. Несмотря на заявления Доктора, что именно вмешательство повелителей времени подвергло Пери опасности, Валеярд отвергает обвинения, заявляя, что Доктор не должен был вмешиваться изначально, и жизнь Пери - цена за это. События на Торос Бета продолжаются после извлечения Доктора, и показывается, что Ирканос был помещен во временной пузырь до тех пор, пока мозг Кива не был перемещен в голову Пери. Видя результаты операции, Ирканос впадает в ярость и убивает Пери. Валеярд заявляет, что вмешательство повелителей времени было для предотвращения больших бед, что Доктор отвергает, и суд продолжается.

## Трансляции и отзывы
| Эпизод            | Дата показа     | Продолжительность | Телезрители (в миллионах) |
| ----------------- | --------------- | ----------------- | ------------------------- |
| «Часть 5»         | 4 октября 1986  | 24:42             | 4,8                       |
| «Часть 6»         | 11 октября 1986 | 24:45             | 4,6                       |
| «Часть 7»         | 18 октября 1986 | 24:33             | 5,1                       |
| «Часть 8»         | 25 октября 1986 | 24:44             | 5,0                       |
| [ 2 ] [ 3 ] [ 4 ] |                 |                   |                           |